# メギド (映画)
『メギド』（Megiddo: The Omega Code 2）は、2001年に製作されたアメリカ映画。

## あらすじ
ストーン・アレクサンダーはメディア王である実の父ダニエルを殺害し、世界を牛耳る力を手に入れた。極悪非道のかぎりをつくし人類を破滅へと追い込んでいく彼は、実は野獣の姿を持つサタンであった。彼を倒すために立ち上がったのは、実の弟でありアメリカ合衆国大統領であるデイビッド。<聖>と<悪>との最終戦争。その壮絶な戦いの幕が上がる。世界各国の軍隊が終結するメギドの丘でデイビッドはストーンに拘束されるが、主イエス・キリストが降臨し、サタンは葬り去られる。

## スタッフ
- 原案：ステファン・ブリン、ホリス・バートン
- SFX：ポール・J・ロンバルディ

## キャスト
| 役名                                | 俳優                       | 日本語吹替 |
| ----------------------------------- | -------------------------- | ---------- |
| ストーン・アレクサンダー/ルシフェル | マイケル・ヨーク           | 田中正彦   |
| ストーン・アレクサンダー（21歳）    | ノア・ハントリー           | 田中正彦   |
| ストーン・アレクサンダー（6歳）     | ギャビン・フィンク         | 大谷育江   |
| デイビッド・アレクサンダー          | マイケル・ビーン           | 相沢正輝   |
| デイビッド・アレクサンダー（16歳）  | チャド・マイケル・マーレイ | 相沢正輝   |
| ガブリエラ・フランシーニ            | ダイアン・ヴェノーラ       | 鈴木紀子   |
| ガブリエラ・フランシーニ（18歳）    | エリサ・ソシアルフィ       |            |
| 守護者                              | ウド・キア                 | 青山穣     |
| ロシアの指導者                      | オレグ・シュテファンコ     | 青山穣     |
| リチャード・ベンソン大統領          | R・リー・アーメイ          |            |
| ブレッケンリッジ国務長官            | ジム・メッツラー           | 横堀悦夫   |
| ダニエル・アレクサンダー            | デヴィッド・ヘディソン     | 広瀬正志   |
| 中国の首相                          | マイケル・ポール・チャン   | 広瀬正志   |
| フランシーニ校長                    | フランコ・ネロ             |            |